# Глодгилешти (Хунедоара)
Глодгилешти (рум. Glodghilești) насеље је у Румунији у округу Хунедоара у општини Буржук. Oпштина се налази на надморској висини од 194 m.

## Становништво
Према подацима из 2002. године у насељу је живело 231 становника.

### Попис2002.
| Расподела становништва по националности 2002.‍ | Расподела становништва по националности 2002.‍ | Расподела становништва по националности 2002.‍ | Расподела становништва по националности 2002.‍ | Расподела становништва по националности 2002.‍ |
| --------------------------------------------- | --------------------------------------------- | --------------------------------------------- | --------------------------------------------- | --------------------------------------------- |
|                                               |                                               |                                               |                                               |                                               |
| Румуни                                        | Румуни                                        |                                               | 225                                           | 97,4%                                         |
| Роми                                          | Роми                                          |                                               | 6                                             | 2,6%                                          |